# 奇诺岗

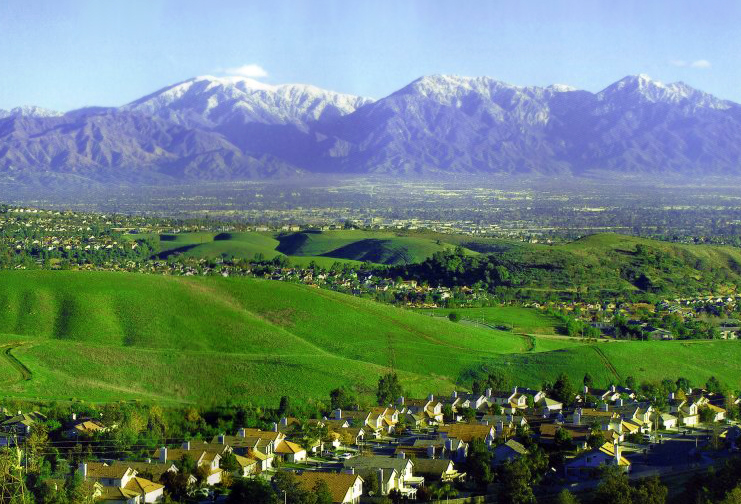
奇诺岗

奇诺岗市（City of Chino Hills）是美国加州圣伯纳迪诺县下轄的市，位於洛杉矶東郊约30分钟车程之處。市區範圍的面积约116.2平方公里（44.9平方英里）。目前市长为。“奇诺”（Chino）在西班牙语中的意思为“卷头发”。
2010年统计人口为74,799，其中亚裔占30.3%, 太平洋岛民占8.7%，白人占50.8%，非裔占4.6%，美国原住民占0.5%，其他族裔为8.7%，拥有2种族裔以上混血血统的人口則为為4.9%。 西语裔或拉丁裔占人口的29.1%。